# Draeculacephala robinsoni
Draeculacephala robinsoni és un hemípter de la família Cicadellidae. Es considera un potencial vector del bacteri patògen Xylella fastidiosa.
El gènere Draeculacephala és molt diferent de tots els membres de la subfamília Cicadellinae que es poden trobar a Europa, fent que D. robinsoni difícilment pugui ser confosa amb cap altre espècie nativa. Només el gènere Cicadella té algunes similituds, tot i diferir-ne considerablement per la seva coloració verda, la forma cònica i punxeguda del cap i diferències en la venació reticular de l'ala anterior.
A l'Amèrica del Nord temperada, D. robinsoni es pot trobar actiu de març a desembre, amb un pic d'activitat als mesos d'estiu. Les plantes hostes de l'espècie a Nord-amèrica són gramínies i ciperàcies com Elymus virginicus, Leersia oryzoides, Muhlenbergia glomerata, Muhlenbergia frondosa, Echinochloa muricata, Phalaris arundinacea, i espècies del gènere Saccharum i Carex. Al sud d'Europa, s'ha observat la seva presència al raigràs, l'ordi, l'alfals, el blat de moro i l'arròs. Les observacions fetes a Europa mostren que el seu cicle vital dura entre 48 i 131 dies. La fase d'ou dura entre 3 i 25 dies abans d'eclosionar, l'estat de nimfa abarca entre 20 i 50 dies i els adults viuen entre 25 i 56 dies.
La seva distribució original comprèn Amèrica del Nord. Es troba abundantment a l'est de les Muntanyes Rocoses de Canadà i Estats Units, i també a la costa oest de la Colúmbia Britànica. Va ser citat per primera vegada a la regió paleàrtica (Euràsia i Nord d'Àfrica) el maig de 2021, a la ribera de Vallàuria, de Banyuls de la Marenda.  A Catalunya va ser trobat per primera vegada el juliol de 2021, als Aiguamolls de l'Empordà i mesos després a l'Estany de Banyoles i l'Estany de Sils. A França, també es va detectar a Argelers. Aquell any també es va mostrejar l'aiguamoll de Les Llobateres (Província de Barcelona) i diversos punts propers a Lleida, i l'Estany de Salses, però no s'hi va trobar. La seva distribució a França i Catalunya s'ha expandit de 2021 ençà, però mostrejos realitzats el 2024 arreu d'Espanya (a Galícia, La Rioja, Aragó i País Valencià) només han trobat aquest insecte a Catalunya fins al moment, i en cap dels exemplars capturats s'hi ha trobat Xylella fastidiosa.
S'ha demostrat que algunes espècies del gènere Draeculacephala, com D. minerva són capaces de transmetre la Xilel·la. La EFSA (Autoritat Europea de Seguretat Alimentària) a data de 2022 tenia catalogades totes les espècies d'aquest gènere com a potencials vectors de la malaltia.